# Філіберт I (герцог Савойський)
Філіберт I Мисливець (італ. Filiberto I il Cacciatore; 17 серпня 1465 — 22 вересня 1482) — герцог Савойський в 1472—1482 роках.

## Життєпис
Походив з Савойського дому. Третій син Амадея IX, герцога Савойського, та Іоланди Валуа. Народився 1465 року в Шамбері. 1471 року після смерті брата став спадкоємцем трону, отримавши титул князя П'ємонту. 1472 року після смерті батька успадкував Савойське герцогство. Втім через малий вік регенткою стала його мати, яка ще більше збільшила вплив Франції в Савойських володіннях.
1476 року пошлюбив представницю династії Сфорца. Але невдовзі регентку було захоплено Карлом I, герцогом Бургундії, що бажав самому впливати на Савою. Лише 1477 року стрийко Філіберта I — Жан Людовик Савойський, єпископ Женеви, — звільнив Іоланду Валуа, але та померла 1478 року. Тоді новим регентом став сам єпископ Женевський. Слідом за цим Філіберт I перебрався до Парижу, де мешкав при королівському дворі, віддаючи себе розвагам та полюванню.
Можливо саме у Франції захворів на сухоти, від яких помер 1482 року в Ліоні. Спадкував йому брат Карло.

## Родина
Дружина — Б'янка Марія, донька Галеаццо Марії Сфорца, герцога Міланського
Діти: не було